# Els canons de Navarone
Els canons de Navarone (títol original en anglès: The Guns of Navarone) és una pel·lícula bèl·lica britanicoestatunidenca dirigida per J. Lee Thompson, estrenada el 1961. Està inspirada en una novel·la de l'escriptor escocès Alistair MacLean, i va rebre un Oscar als millors efectes visuals. Pel que fa al rodatge, per als interiors es van fer servir els estudis britànics de Shepperton i Elstree, mentre que els exteriors van filmar-se a l'illa grega de Rodes. Els canons de Navarone va tenir una continuació l'any 1978, Força 10 de Navarone, dirigida per Guy Hamilton i protagonitzada per Harrison Ford.
Aquesta pel·lícula ha estat doblada al català.

## Argument
L'any 1943, les forces de l'Eix Roma-Berlín ocupen la mar Egea, fent impossible l'evacuació de dos mil soldats britànics de l'illa de Keros. L'estret de Navarone, la seva única sortida, és sota el foc de dos canons gegantins instal·lats a l'illa de Navarone. La seva ciutat principal, Mandrakos, està situada en el centre mentre que al nord de l'illa es troba la fortalesa protegint els canons. La solució dels Aliats és un comando compost de soldats anglesos i grecs encarregats de fer-los saltar pels aires. Amb el suport dels resistents grecs, aconsegueixen la seva missió, destruint els dos canons, cosa que permet el comboi de la Royal Navy de socórrer els 2.000 soldats bloquejats pels alemanys.

## Repartiment
- Gregory Peck: Capità Keith Mallory
- David Niven: Caporal Miller
- Anthony Quinn: Coronel Andrea Stavros
- Stanley Baker: "Butcher" Brown
- Anthony Quayle: Major Roy Franklin
- James Darren: Spyros Pappadimos
- Irene Papas: Maria Pappadimos
- Gia Scala: Anna
- James Robertson Justice: General Jensen
- Richard Harris: Comandant australià Barnsby
- Bryan Forbes: Cohn
- Allan Cuthbertson: Baker
- Michael Trubshawe: Weaver
- Percy Herbert: Grogan
- George Mikell: Sessler
- Walter Gotell: Muesel
- Tutte Lemkow: Nicolai
- Albert Lieven: un comandant
- Norman Wooland: un capità
- Cleo Scouloudi: Bride
- Nicholas Papakonstantinou: un capità
- Christopher Rhodes: un oficial alemany

## Premis i nominacions[calcitació]

### Premis
- 1962. Oscar als millors efectes visuals per Bill Warrington i Chris Greenham[3]
- 1962. Globus d'Or a la millor pel·lícula dramàtica
- 1962. Globus d'Or a la millor banda sonora original per Dimitri Tiomkin

### Nominacions
- 1962. Oscar a la millor pel·lícula
- 1962. Oscar al millor director per J. Lee Thompson
- 1962. Oscar al millor guió adaptat per Carl Foreman
- 1962. Oscar al millor muntatge per Alan Osbiston
- 1962. Oscar a la millor banda sonora per Dimitri Tiomkin
- 1962. Oscar al millor so per John Cox
- 1962. Globus d'Or al millor director per J. Lee Thompson
- 1962. BAFTA al millor guió per Carl Foreman
- 1962. Grammy al millor àlbum de banda sonora per pel·lícula o televisió per Dimitri Tiomkin

## Anècdotes
- L'estret de Navarone no existeix en realitat. La pel·lícula sembla no obstant això inspirar-se en la batalla de Leros que sacsejà l'illa de Leros l'any 1943, quan els Alemanys va intentar tornar a prendre als italians (que acabaven de canviar de camp), als britànics i als grecs. Aquesta fou molt durament bombardejada durant més d'un mes i mig, del 26 de setembre al 16 de novembre, data en què caigué finalment a les mans de l'enemic. Per això l'illa d'aquesta ficció s'anomena «Keros».
- El vídeojoc Call of Duty ofereix un nivell inspirant-se directament en Els canons de Navarone.
- Un nivell del vídeojoc Commandos 2: Men of Courage batejat Els Canons de Savo també està inspirat en la pel·lícula.
- La música de la pel·lícula, recuperada l'any 1964 en versió ska per The Skatalites, ha esdevingut un estàndard del gènere.
- A One Piece, la fortalesa G8 de la Marina està directament inspirada en la pel·lícula i es diu Navarone.